# (73956) 1997 VQ6
1997 في كيو 6 (ويعرف أيضًا باسم (73956) 1997 في كيو 6 وفق تسمية الكوكب الصغير) (بالإنجليزية: 1997 VQ6)‏ هو كويكب ضمن حزام الكويكبات؛ وترتيبه 73956 من حيث الاكتشاف.
اكتُشف هذا الجُرم الفلكي بواسطة تاكيشي أوراتا ‏ في 5 نوفمبر 1997.

## وصلات خارجية
- (73956) 1997 VQ6 في قاعدة بيانات مختبر الدفع النفاث لأجرام النظام الشمسي الصغيرة

- الاكتشاف · مخطط المدار ·  العناصر المدارية · المعلمات المادية

- (73956) 1997 VQ6 على موقع ويكي سكاي: DSS2, SDSS, GALEX, IRAS, Hydrogen α, X-Ray, Astrophoto, Sky Map, Articles and images